# Rhizotrogus maculicollis
Rhizotrogus maculicollis es una especie de coleóptero de la familia Scarabaeidae.

## Distribución geográfica
Habita en la mitad sur de Europa occidental.